# 새로운사회를여는연구원
새로운사회를여는연구원(Corea Institute for a New Society)은 대한민국의 연구소이다. 민간 주도로 정치·사회 분야를 연구하는 사단법인이다.
2006년 2월 연구원 창립 발기인 대회를 앞두고 연구원장으로 내정된 손석춘은 연구원 이름의 영어표기가 'Corea Institute for New Society'인 것에 대해 "K 대신 C를 쓴 것은 원래 'Corea'였던 것이 'Korea'로 바뀌는 과정에 일본 제국주의의 개입이 있었다고 보기 때문이다. 'Korea'는 영어식 표기이기도 하다. 한국이 20세기를 미국과 일본 중심으로 살았다면 이제는 벗어나야 한다는 뜻이다"라고 설명했다.
진보의 입장에서 신자유주의적 발전전략을 비판하고 한국사회의 새로운 성장모델을 제시하기 위해 문을 열었다. 2012년 정태인 등은 6년 동안 공들여 만든 정책보고서 《리셋 코리아》를 발간하였다.

## 발간서
- 정태인 등. 《리셋 코리아》. 미래를소유한사람들. 2012년. ISBN 9788962170535
- 정태인·이수연. 《협동의 경제학》. 레디앙. 2013년. ISBN 9788994340159
- 새로운사회를여는연구원. 《분노의 숫자》. 동녘. 2014년. ISBN 9788972977124